# Thomas Brechler
Thomas Brechler (* 8. Februar 1986 in Berlin) ist ein deutscher Fußballspieler. Der 1,84 m große Stürmer steht seit 2023 bei den Füchsen Berlin unter Vertrag.

## Karriere
In seiner Jugend spielte Brechler für den BSC Rehberge 1945. 2002 schloss er sich den Reinickendorfer Füchsen an und rückte Anfang 2005 in die erste Mannschaft auf. In der Winterpause der Saison 2005/06 wechselte er zur zweiten Mannschaft des VfL Wolfsburg in die Niedersachsenliga. Brechler wurde zum Stammspieler und stieg 2007 mit der Mannschaft in die damals noch drittklassige Regionalliga Nord auf. 2008 wurde diese durch die Einführung der neuen Dritten Liga viertklassig. Nach über drei Jahren verließ Brechler den Verein zur Saison 2009/10 und schloss sich dem KSV Hessen Kassel in der Regionalliga Süd an. In der folgenden Spielzeit schoss er in 27 Partien elf Tore, davon drei am letzten Spieltag beim 1:4-Auswärtssieg gegen die SpVgg Weiden.
2010 wechselte Brechler zum ehemaligen Ligakonkurrenten VfR Aalen, der in die Dritte Liga aufgestiegen war. Sein Profidebüt gab er am ersten Spieltag der neuen Saison am 24. Juli 2010 bei der 3:0-Auswärtsniederlage gegen den Zweitligaabsteiger Hansa Rostock, als er in der 66. Minute für Robert Lechleiter eingewechselt wurde.
Im Januar 2011 erhielt Brechler wieder einen Vertrag bei KSV Hessen Kassel bis zum Ende der Saison.
Im Januar 2012 trat Brechler der ersten Herrenmannschaft des SV Altlüdersdorf aus der NOFV Oberliga Nord bei. Laut Verein wurde die Verpflichtung möglich, da Thomas Brechler wieder nach Berlin gezogen war und auch durch den Umstand begünstigt, dass er einige Akteure des SVA kannte.
Im Juli 2013 schloss er sich dem SV Lichtenberg 47 (NOFV Oberliga Nord) an. Im Spieljahr 2013/14 schaffte es Brechler in 27 Spiele 11 Tore zu erzielen und wurde mit Lichtenberg 47 Dritter in der NOFV Oberliga Nord. In der folgenden Saison 2014/15 gelangen ihm in 25 Spielen 14 Tore. Diese Quote steigerte er erneut in der Folgesaison, in 29 Spielen erzielte Brechler 24 Tore, mit Lichtenberg wurde er wieder Dritter der Oberliga. In der Saison 2017/18 schoss Brechler in 25 Spielen 20 Tore und bereitete 6 Tore vor Lichtenberg 47 wurde in der Spielzeit 3 und hat in dieser Saison einen neuen Punkterekord geschafft (67 Pkt).
Ab der Saison 2020/21 spielte Thomas Brechler für den SV Tasmania Berlin in der NOFV Oberliga Nord und stieg mit ihm in die Regionalliga auf, von wo er im Sommer 2022 zu Tennis Borussia (ebenfalls Regionalliga) wechselte. Nach einem halben Jahr verließ er den Verein und schloss sich seinem ehemaligen Jugendverein Füchse Berlin Reinickendorf in der sechstklassigen Berlin-Liga an.